# Trois Jours du combiné nordique
Les Trois Jours du combiné nordique (Nordic Combined Triple) sont le point d'orgue de la saison de Coupe du monde de combiné nordique : les trois courses successives qui s'y déroulent sont liées entre elles et font l'objet d'un classement à part, désignant le vainqueur des Trois Jours.

## Règlement
Comme son nom l'indique, cette compétition se déroule sur trois jours consécutifs ; une course est disputée lors de chacun d'entre eux. Les résultats se reportent de jour en jour : quatre secondes de retard sur le vainqueur du jour valent une pénalité d'un point lors du concours de saut du lendemain. 
La première compétition consiste en un saut et une course de 5 km, la seconde d'un saut et d'une course de 10 km et la dernière d'un ou deux sauts (selon les éditions) et une course de 15 km. Pour la première et la deuxième étape, la moitié des points habituels de la Coupe du Monde sont attribués aux concurrents ; pour la dernière course, les points sont doublés : cela rend cette course cruciale pour le classement général de la Coupe. 
Le vainqueur des Trois Jours est l'athlète qui passe la ligne en premier lors de la troisième course. Alors que la première course est ouverte à tous les participants de la Coupe du monde, seuls participent à la deuxième course les cinquante meilleurs combinés de la première. Puis le nombre de participants est réduit à quarante pour la course finale, imitant en cela le règlement de la Tournée des quatre tremplins.
Les Trois Jours sont organisés depuis 2014 à Seefeld in Tirol, en Autriche. En 2019, en raison de la préparation des Championnats du monde de ski nordique à Seefeld, les Trois Jours ont eu lieu à Chaux-Neuve, en France. 

## Palmarès
La liste suivante contient tous les gagnants ainsi que les coureurs classés en deuxième et troisième place du classement général. 

### Hommes
| Édition | Lieu             | Vainqueur          | Deuxième           | Troisième          |
| ------- | ---------------- | ------------------ | ------------------ | ------------------ |
| 2014    | Seefeld in Tirol | Eric Frenzel       | Håvard Klemetsen   | Magnus Moan        |
| 2015    | Seefeld in Tirol | Eric Frenzel       | Håvard Klemetsen   | Akito Watabe       |
| 2016    | Seefeld in Tirol | Eric Frenzel       | Akito Watabe       | Fabian Rießle      |
| 2017    | Seefeld in Tirol | Eric Frenzel       | Johannes Rydzek    | Bernhard Gruber    |
| 2018    | Seefeld in Tirol | Akito Watabe       | Jarl Magnus Riiber | Fabian Rießle      |
| 2019    | Chaux-Neuve      | Mario Seidl        | Fabian Rießle      | Franz-Josef Rehrl  |
| 2020    | Seefeld in Tirol | Jarl Magnus Riiber | Jørgen Graabak     | Vinzenz Geiger     |
| 2021    | Seefeld in Tirol | Jarl Magnus Riiber | Ilkka Herola       | Akito Watabe       |
| 2022    | Seefeld in Tirol | Jørgen Graabak     | Johannes Lamparter | Jarl Magnus Riiber |
| 2023    | Seefeld in Tirol | Johannes Lamparter | Julian Schmid      | Jens Lurås Oftebro |
| 2024    | Seefeld in Tirol | Jarl Magnus Riiber | Jørgen Graabak     | Stefan Rettenegger |
| 2025    | Seefeld in Tirol | Vinzenz Geiger     | Jarl Magnus Riiber | Jens Lurås Oftebro |

### Femmes
| Édition | Lieu             | Vainqueur           | Deuxième             | Troisième    |
| ------- | ---------------- | ------------------- | -------------------- | ------------ |
| 2025    | Seefeld in Tirol | Nathalie Armbruster | Gyda Westvold Hansen | Haruka Kasai |